# Nakagawa (Tochigi)
Pour les articles homonymes, voir Nakagawa (homonymie).
Nakagawa (那珂川町, Nakagawa-machi) est un bourg du district de Nasu, dans la préfecture de Tochigi au Japon.

## Géographie

### Démographie
Au 1er mai 2015, la population s'élevait à 16 956 habitants répartis sur une superficie de 192,78 km2.

## Histoire
En 2005, la fusion des anciens bourgs de Batō et Ogawa donne naissance au bourg de Nakagawa.